# Heinrich Neu
Heinrich Neu (geboren am 11. Mai 1906 in Schwarzrheindorf; gestorben am 20. Juli 1976 in Bonn) war ein deutscher Kunsthistoriker und Hochschullehrer an der Pädagogischen Hochschule Rheinland in Köln. Von 1928 bis 1945 wirkte er im Auftrag und ab 1933 im Dienst der Provinzialverwaltung der Rheinprovinz an der Erstellung der Reihe Die Kunstdenkmäler der Rheinprovinz mit. Nach dem Ende des Zweiten Weltkriegs gehörte er seit deren Gründung dem Kollegium der Pädagogischen Hochschule Köln an.

## Leben

### Herkunft
Der Katholik Heinrich Neu war der Sohn des aus Lommersdorf bei Blankenheim in der Eifel gebürtigen Bankbeamten und späteren Leiters der Rheindorfer Sparkasse Johann Neu (1862–1937) und dessen aus Aachen stammenden Ehefrau Johanna Neu, geborene Unverfehrt (1872–1947). Insbesondere die Herkunft seines Vaters, Lommersdorf war einst Hauptort des Herzogtums Arenberg mit Sitz in dem unweit desselben gelegenen Aremberg, prägte seine weitere berufliche Entwicklung, bzw. beeinflusste seinen Interessensschwerpunkt: die Geschichte der Eifel, der in dieser ansässigen Herrschaftsgeschlechter und im Besonderen das Haus Arenberg. Neus Elternhaus stand vis-à-vis der Doppelkirche in Schwarzrheindorf, der er ebenso wie seinem Geburtsort mehrere Aufsätze widmete. Seine Vorfahren waren Bauern, Kaufleute und Handwerker. Entstammten also einer bäuerlich-bürgerlichen Schicht, die traditionell und nach ihrer Lebenserfahrung mehr zu praktischen Berufsfeldern, statt wissenschaftlichen Tätigkeiten tendierten.

### Ausbildung
Heinrich Neu besuchte zunächst die Volksschule in seinem Geburtsort Schwarzrheindorf und wechselte dann an das Königliche Gymnasium in Bonn. Aus wirtschaftlichen Gründen war er 1922 gezwungen den Schulbesuch abzubrechen. Der täglich steigende Brückenzoll und das Schulgeld entwickelten sich zunehmend zu einem finanziellen Problem. Er bildete sich im Selbstlernsystem weiter und legte am 25. März 1924 als Externer am Schiller-Gymnasium in Köln-Ehrenfeld das Zeugnis der Reife ab. Bereits in Bonn begegnete er Theodor Litt und dem Volkskundler Josef Müller, die bei ihm erste geisteswissenschaftliche und historische Ambitionen weckten.
Mit Ablegung des Abiturs begann er unter den sich verbessernden wirtschaftlichen Verhältnissen ein Studium an der Universität in Bonn, mit den Hauptfächern Geschichte, Latein und Germanistik. Im Fach Geschichte waren Aloys Schulte, Wilhelm Levison und Fritz Kern seine Lehrer, Conrad Cichorius in der Alten Geschichte. Otto Wenig nennt hier als weitere, für Heinrich Neu wichtige Professoren Friedrich Marx, Anton Elter, Christian Jensen, Ernst Bickel, Friedrich Oertel, Alfred Wiedemann und Heinrich Goussen. Im Bereich der Germanistik hörte er Vorlesungen von Oskar Walzel und Rudolf Meißner. Neu selbst äußerte, dass ihn im Besonderen das Schulte-Kolleg über deutsche Verfassungsgeschichte und die Seminare von Kern und Levinson anregten. Von entscheidender Bedeutung wurde für ihn Kerns Seminar. Bei ihm wurde Neu auch am 25. Juli 1930 mit der Arbeit Die revolutionäre Bewegung auf der deutschen Flotte 1917–1918 zum Dr. phil. promoviert (mündliche Doktorprüfung 12. Juni 1929). Bezogen auf sein weiteres Schaffen erhielt er entscheidende Impulse von Hermann Aubin und dessen Assistenten Franz Steinbach, die im Institut für geschichtliche Landeskunde der Rheinlande seine akademischen Lehrer waren.

### Erste berufliche Schritte
Wirtschaftlich und politisch stand Heinrich Neus Start in das Berufsleben unter schlechten Vorzeichen. Über die ersten lokalhistorischen Veröffentlichungen zum Gebiet der Eifel kam er in Kontakt zu Ernst Wackenroder, einem Mitarbeiter der Kunstdenkmälerinventarisation der Rheinprovinz und über diesen zu Paul Clemen. Es war der Beginn seiner Mitarbeit an dem Gesamtwerk Die Kunstdenkmäler der Rheinprovinz. Seine erste Mitwirkung erfolgte an der Seite von Wackenroder selbst, dem einzigen festangestellten in dem Bereich der Denkmäleraufnahme. Zu dessen 1932 erschienener Bearbeitung des Kreis Schleiden lieferte Neu ab Ende 1928 unter anderem für die Orte im südöstlichen Kreisgebiet, das ungefähr der heutigen Gemeinde Blankenheim entsprechen könnte, die geschichtlichen Darstellungen und las ferner die gesamte Korrektur mit. Clemen offerierte Neu in der Folge eine auf Grund der geschichtlich-politisch-bedingten Entwicklungen nach dem Ersten Weltkrieg delikate Aufgabe, nämlich die Bearbeitung der ehemaligen preußischen Kreise Eupen und Malmedy. Die Arbeiten hierzu waren bereits vor dem Krieg durch Heribert Reiners begonnen, aber nicht zur Vollendung geführt worden. Offizielle Stellen durften hier nicht agieren. Der 1931 bis 1933 von ihm bearbeitete Band Die Kunstdenkmäler von Eupen–Malmedy erschien 1935 in Kommission bei Schwann. Anschließend sollte Neu auf Honorarbasis über die Geschichte der Rheinischen Republik arbeiten und zu diesem Zweck Materialien zusammentragen. Als sein Auftraggeber firmierte der Zentrumspolitiker Wilhelm Hamacher als Vertreter der Rheinprovinz im Reichsrat. Eine weitere Behandlung des Themas, das durchaus in Verbindung mit der Frage einer Diskussion der Reichsreform stand, musste nach der Machtergreifung durch die Nationalsozialisten unterbleiben.

### Denkmälerinventarisation in der Rheinprovinz
Zum 1. April 1933 trat Heinrich Neu schließlich in den Dienst der Rheinischen Provinzialverwaltung, um nun an der Seite von Ernst Wackenroder als zweiter festangestellter Mitarbeiter der Kunstdenkmäleraufnahme an dem Großprojekt der Inventarisation mitzuwirken. Bis 1943 war er mit der Erstellung mehrerer Bände befasst. Die intensive Beschäftigung sah neben Ortsbesichtigungen und Inaugenscheinnahme aller relevanten Kunstgegenstände Archivrecherchen in zahlreichen größeren wie kleineren Archiven vor. Die Arbeit erfolgte bei sehr geringem Budget unter großem zeitlichen Druck, der durch die Ereignisse des Zweiten Weltkriegs noch seine Verschärfung fand. Diese wirkte sich nicht nur in dem Verlust kurz zuvor inventarisierten Kulturguts aus. So wurde beispielsweise der zweite Halbband des Kreis Mayen 1943 noch vor seiner Fertigstellung ein Raub der Flammen, als am 12. Juni 1943 der fertiggestellte Satz mit Einschluss der Klischees und weiteren Unterlagen bei einem Fliegerangriff im Druckhaus Schwann in Verlust geriet.

### Zweiter Weltkrieg
Nachdem während des Dritten Reichs die Provinzialverwaltung dem Oberpräsidium der Rheinprovinz in Koblenz eingegliedert worden war, erhielt Heinrich Neu als Folge des Kriegsbeginns die Aufgabe, für den Bereich des Regierungsbezirks Koblenz die Sicherung national wertvoller Kunstdenkmäler einzuleiten. Zunächst galt es dabei eine Aufnahme aller Kirchen- und sonstigen Glocken durchzuführen und diese nach ihrer Bewahrungswürdigkeit zu klassifizieren. Während Neu nebenbei eine Dolmetscherprüfung in Französisch ablegte, erhielt er nach dem Abschluss dieser konservatorischen Vorsorgemaßnahmen im März 1941 einen Einberufungsbescheid seitens des Wehrbezirkskommandos VI in Bonn. Sein Stellungsbefehl sah den Einsatz als Briefprüfer der Kriegsgefangenenpost des Stalag VI-C in Bathorn im Bourtanger Moor. Der Bonner Dechant Johannes Hinsenkamp erwirkte Neus Versetzung nach Bonn, wo er nach Zuordnung zur AOPÜ in der Koblenzer Straße (heute Adenauerallee) als Kriegs-Postauswerter Einsatz fand, nach Neu „die hektischste Zeit seines Lebens“. Im Angesicht der von Westen herannahenden Alliierten Truppenverbände wurde das Unternehmen „Hildegard“ vom 16. September 1944 gestartet, das die Vernichtung aller Akten und den Abmarsch vorsah. In Hemer sollte die Postüberwachung neu organisiert werden. Mit der Besetzung und dem Kriegsende geriet Heinrich Neu in amerikanische Gefangenschaft, aus der er am 27. Mai 1945 bei Andernach (Hütte Rasselstein) entlassen wurde. Seine Gedanken galten der Wiederaufnahme seiner Beschäftigung in der Kunstdenkmälerinventarisation. Die grundlegende veränderte Lage im nun geteilten Deutschland sorgte hier für eine Zäsur in der Vita von Neu.

### Pädagogische Akademie Köln
Unter Führung der britischen Besatzung, zu deren Gebiet auch ein Teil der bisherigen Rheinprovinz als nunmehrige Nordrheinprovinz gehörte, sollten die Pädagogischen Akademien wieder errichtet werden. Oberst McMillan seitens der Militärverwaltung und an seiner Seite Joseph Antz, als zuständiger Referatsleiter im Oberpräsidium der Nordrheinprovinz stellten den Lehrkörper zusammen. Josef Busley, der bis 1934 als Landesverwaltungsrat der Provinzialverwaltung in Düsseldorf der dortigen Kultur- und Denkmalpflegeabteilung Vorstand, schlug Heinrich Neu vor, mit dem er vor dem Krieg in der Denkmälerinventarisation zusammengearbeitet hatte. Daraufhin wurde Neu zum 1. April 1946 zum Dozenten an der Pädagogischen Akademie Köln durch Robert Lehr ernannt, den zuständigen Oberpräsidenten der Rheinprovinz. Die Akademie eröffnete am 18. Oktober 1946 in Vogelsang bei Köln ihren Betrieb und führte zunächst einen ersten Notlehrgang durch, der nach den englischen Normen ein Ausbildungsjahr umfasste, ein weiterer folgte.
Nach seiner Ernennung zum Professor am 1. April 1948 war Neu ab 1949 stellvertretender Direktor der Akademie. Zuerst ernannt, wurde er nach Einführung der vorläufigen Satzung der Pädagogischen Akademien des Landes Nordrhein-Westfalen durch Kultusministerin Christine Teusch am 29. Januar 1954 auch in diese Stellung gewählt. Die landeshistorische Bibliothek der Abt. Köln, der ursprünglich ohne Literaturausstattung beginnenden Akademie baute im Wesentlichen Neu auf. Dort sah er sich veranlasst ein für ihn völlig neues Gebiet zu erarbeiten: „Die Fachdidaktik der Geschichte“. Während ab 1948 auch wieder politische Geschichte gelesen werden konnte, bot Neu neben der rheinischen Geschichte, der Stadtgeschichte Kölns und der neueren Geschichte (19. und 20. Jahrhundert) Vorlesungen zur Vorgeschichte, sowie überblicksmäßig über das Früh- und Hochmittelalter an. 1957 konnte dem Raum- und Ausstattungsmangel durch den Umzug nach Lindenthal abgeholfen werden.
Von seiner Errichtung 1958 bis zu seiner Auflösung 1965 gehörte Heinrich Neu dem Hochschulsenat an. Ziel war eine Umgestaltung der Pädagogischen Akademien in wissenschaftliche Hochschulen. Während dieser Zeit wählte das Dozentenkollegium Heinrich Neu im akademischen Jahr 1962/1963 zum Rektor der Pädagogischen Akademie Köln. In dem Zeitraum bis zu seiner Emeritierung am 30. September 1974 widmete er sich wieder verstärkt der Lehre. Hinzu kam die Übernahme verschiedener Funktionen. Von 1967 bis 1971 Senator der seit dem 15. März 1962 als Pädagogische Hochschule firmierenden Anstalt, gehörte Neu dem Bauzuschuss und dem Bibliotheksausschuss als Mitglied an und wirkte als Vorstand im Studentenwerk mit. 1966 bis 1968 und 1971 bis 1973 war er zudem geschäftsführender Seminardirektor. Unter seiner Mitwirkung wurde die Hochschule 1969 mit dem Recht der Diplomierung, 1971 der Promotion und 1968 Habilitation ausgestattet. Den ersten Doktoranden der Geschichte betreute Heinrich Neu bis zu dessen Promotion, an der ersten Habilitation wirkte er gutachterlich mit. Über seine Emeritierung hinaus betreute er das Hochschularchiv und leitete neben anderen das Doktoranden-Coloquium. 1980 wurde die Pädagogische Hochschule Köln in die Universität zu Köln integriert, das Hochschularchiv ein Teil des Universitätsarchivs.
Zu Beginn der 1970er Jahre bereitete seine Dissertation aus dem Jahr 1930 dem linksextremistischen und kommunistischen Bereich angehörenden Studenten Gelegenheit, gegen Neu eine „wüste und verleumderische Kampagne“ zu starten. Die Hochschulleitung legte im Rahmen der Angelegenheit wohl eine weniger rühmenswerte Haltung an den Tag und verfolgte dabei eine nur schwache und wenig effiziente Verteidigungslinie. Neus Reputation reichte dabei über die engen Grenzen der Akademie hinaus. Joseph Antz (1880–1960) 1946 bis 1949 Referent für Lehrerbildung im nordrheinwestfälischen Kultusministerium, hielt bereits 1947 bezogen auf Heinrich Neu fest, als dieser zum Hochschullehrer und Professor ernannt wurde, dass hierdurch das Unrecht wiedergutgemacht würde, das ihm durch wiederholte Zurücksetzungen während der Zeit des Nationalsozialismus widerfahren war. Neu gehörte weder der Nationalsozialistischen Deutschen Arbeiterpartei noch einer ihrer Gliederungen an und verharrte trotz ausgezeichneter Leistungen bis 1945 beim Provinzialkonservator in untergeordneten Stellungen.

„Neu ist sich auch nie zu schade, was vielen Fachkollegen erhebliche Schwierigkeiten bereitet, vor nicht sachkundigem Publikum in verständlicher Weise historische Zusammenhänge darzulegen. ... hier beweist er sich als soziabler Typus, der durch großartiges Erzähl- und Darstellungstalent seine Zuhörer zu fesseln versteht.“

### Außerakademische Betätigungen
Neben seiner Lehr- und Verwaltungstätigkeit entfaltete Heinrich Neu auch eine rege Publizistische Tätigkeit. Seine eigenen Forschungen umfassten dabei neben dem bereits benannten Herzogtum Arenberg, dem Deutschen Orden mit der Beschränkung auf dessen rheinische Niederlassungen, zeitgeschichtliche Beiträge, sozial- und wirtschaftsgeschichtliche Untersuchungen, Beiträge zu den sogenannten Hilfs- oder Grundwissenschaften sowie bau- und architekturhistorische Ausarbeitungen.
Seit 1946 war er Vorsitzender des Beueler Heimat- und Geschichtsvereins, ferner wurde er in mehrere wissenschaftliche Gesellschaften und Kommissionen des In- und Auslands berufen. Darunter 1938 in die Gesellschaft für Rheinische Geschichtskunde und 1964 als korrespondierendes Mitglied der „Société d’histoire et d’archéologie du Sédanais“.

„Heinrich Neu ... darf für sich in Anspruch nehmen, die Kommende Ramersdorf gerettet zu haben, die ursprünglich dem Autobahnanschluß Köln-Wahn-Bonn-Südbrücke geopfert werden sollte.“

### Familie
Heinrich Neu war seit 1951 mit Inge Seipel verheiratet, mit der er zwei Kinder hatte, einen Sohn und eine Tochter. 1977 ehrte die Stadt Bonn Heinrich Neu durch Benennung einer Straße in Bonn-Beuel, der Professor-Neu-Allee.

„Er ist Landeshistoriker, er ist Kunsthistoriker, er ist Kulturhistoriker, man könnte eine Reihe weiterer historischer Aspekte für ihn herbeiziehen, keiner erfaßt ihn ganz. Neu greift ihn seiner historischen Betrachtung universal aus, aber, und das ist vielleicht seine Eigentümlichkeit, er bindet sich immer wieder an das Detail, er versucht abstrakte Strukturen am konkreten Beispiel zu verdeutlichen, Abstraktes durch Bilder zu erklären, er bekennt sich zur geschichtlichen Einzelheit, die das Historische erst greifbar werden läßt.“

## Schriften (Auswahl)
- Die revolutionäre Bewegung auf der deutschen Flotte 1917–1918. Kohlhammer, Stuttgart 1930 (zugleich Dissertation Universität Bonn)
- mit Heribert Reiners: Die Kunstdenkmäler von Eupen–Malmedy. L. Schwann Verlag, Düsseldorf 1935 (Nachdruck Pädagogischer Verlag Schwann, Düsseldorf 1982, ISBN 3-590-32117-2).
- mit Josef Busley (Bearb.): Die Kunstdenkmäler des Kreises Altenkirchen. (=Paul Clemen (Hrsg.): Die Kunstdenkmäler der Rheinprovinz, 16. Band I. Abteilung) L. Schwann, Düsseldorf 1935 (Nachdruck Pädagogischer Verlag Schwann-Bagel, Düsseldorf 1985, ISBN 3-590-32148-2).
- mit Ernst Wackenroder (Bearb.): Die Kunstdenkmäler des Landkreises Trier. (=Die Kunstdenkmäler der Rheinprovinz, 15. Band, II. Abt.), L. Schwann, Düsseldorf 1936 (Unveränderter Nachdruck durch die Akademische Buchhandlung Interbook, Trier 1981).
- mit Paul Clemen und Fritz Witte (Bearb.): Die Kunstdenkmäler der Stadt Köln. Der Dom zu Köln. (=Paul Clemen (Hrsg.): Die Kunstdenkmäler der Rheinprovinz, 6. Band III. Abteilung) L. Schwann, Düsseldorf 1937 (Zweite Auflage 1938; Nachdruck Pädagogischer Verlag Schwann, Düsseldorf 1980, ISBN 3-590-32101-6).
- mit Ludwig Arntz und Hans Vogts (Bearb.): Die Kunstdenkmäler der Stadt Köln. Ergänzungsband: Die ehemaligen Kirchen, Klöster, Hospitäler und Schulbauten der Stadt Köln. (=Paul Clemen (Hrsg.): Die Kunstdenkmäler der Rheinprovinz, 7. Band III. Abteilung) L. Schwann, Düsseldorf 1937 (Nachdruck Pädagogischer Verlag Schwann, Düsseldorf 1980, ISBN 3-590-32107-5).
- mit Joachim Gerhardt, Edmund Renard und Albert Verbeek (Bearb.): Die Kunstdenkmäler des Kreises Ahrweiler. (=Paul Clemen (Hrsg.): Die Kunstdenkmäler der Rheinprovinz, 17. Band I. Abteilung) L. Schwann, Düsseldorf 1938 (Nachdruck in zwei Halbbänden: Pädagogischer Verlag Schwann-Bagel, Düsseldorf 1984, ISBN 3-590-32145-8).
- mit Ernst Wackenroder und mit Beiträgen von Hans Eiden: Die Kunstdenkmäler des Kreises Saarburg. (=Die Kunstdenkmäler der Rheinprovinz, 15. Band, III. Abt.), L. Schwann, Düsseldorf 1939 (Unveränderter Nachdruck durch die Akademische Buchhandlung Interbook, Trier 1982).
- mit Walther Zimmermann: Das Werk des Malers Renier Roidkin. Ansichten westdeutscher Kirchen, Burgen, Schlösser und Städte aus der ersten Hälfte des 18. Jahrhunderts. In: Rheinischer Heimatbund (Rheinischer Verein für Denkmalpflege und Heimatschutz) Jahrgang 1939, L. Schwann, Düsseldorf 1939.
- mit Hans Weigert (Bearb.): Die Kunstdenkmäler des Kreises Neuwied. (=Paul Clemen (Hrsg.): Die Kunstdenkmäler der Rheinprovinz, 16. Band II. Abteilung) L. Schwann, Düsseldorf 1940 (Nachdruck Pädagogischer Verlag Schwann-Bagel, Düsseldorf 1984, ISBN 3-590-32147-4).
- mit Josef Busley (Bearb.): Die Kunstdenkmäler des Kreises Mayen. Die Kunstdenkmäler der Ämter Andernach-Stadt und -Land, Burgbrohl, Kelberg, Kempenich und Virneburg. (=Paul Clemen (Hrsg.): Die Kunstdenkmäler der Rheinprovinz, 17. Band II. Abteilung, Halbband 1) L. Schwann, Düsseldorf 1941 (Nachdruck Pädagogischer Verlag Schwann-Bagel, Düsseldorf 1983, ISBN 3-590-32143-1).
- mit Hanna Adenauer und Josef Busley (Bearb.): Die Kunstdenkmäler des Kreises Mayen. Die Kunstdenkmäler der Ämter Mayen-Stadt und Mayen-Land, Münstermaifeld, Nieder-Mendig und Polch. (=Paul Clemen (Hrsg.): Die Kunstdenkmäler der Rheinprovinz, 17. Band II. Abteilung, Halbband 2) L. Schwann, Düsseldorf 1943 (Rekonstruktion des kriegsbedingt nicht erschienen Teilbandes Pädagogischer Verlag Schwann-Bagel, Düsseldorf 1985, ISBN 3-590-32144-X).
- Die Doppelkirche zu Schwarz-Rheindorf. (=Rheinische Baudenkmäler) Münster-Verlag, Köln 1949.
- Die Kommende Ramersdorf. Ein Denkmal des Deutschen Ordens und seine kulturgeschichtliche Bedeutung. Mit einem Plan zur Kommende von Johannes Reuter. ohne Verlag, Beuel 1967.
- Nieder- und Oberdollendorf in den letzten anderthalb Jahrhunderten, Hrsg. Heimatverein Oberdollendorf und Römlinghoven e. V., 1972.
- Das Schloss Wallerode. Von dem mittelalterlichen Burghaus zu dem barocken Schloß. Simons, Sinzig 1973.

Die Bibliographie Heinrich Neus umfasste bis zum 31. Dezember 1975 522 Titel. Zu diesen zählen sowohl Artikel in Jahrbüchern oder der Neuen Deutschen Biographie wie auch Monographien.